# Носталгия
Носталгията е чувство, свързано с копнежа по миналото и приятен спомен за неща, които са отминали. То често е свързано с идеализиране на хора, събития и места от изминала епоха.

## Етимология
Думата има гръцки произход и е съставена от две думи: νόστος – „да се върнеш у дома“ и άλγος – „болка“, „тъга“.
От XVII век до XIX век носталгията е считана за болестно състояние с диагноза и лечение от доктори.